# Brückstraßenviertel

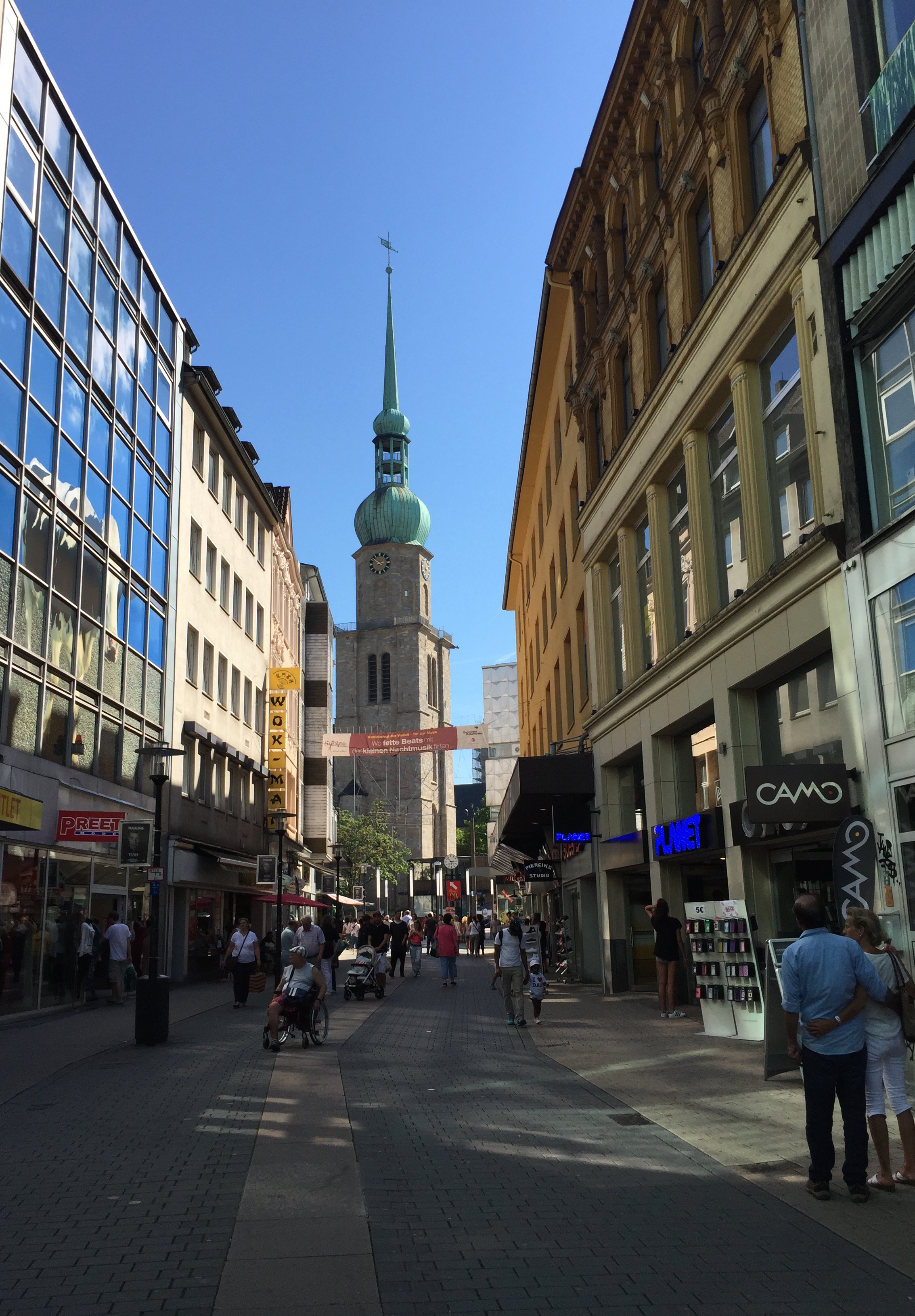
Nahansicht Brückstraße

Das Brückstraßenviertel ist ein Stadtviertel in der nördlichen Dortmunder Innenstadt. Es wird begrenzt durch die Kampstraße und den Platz von Leeds im Süden, die Hansastraße im Westen, den Königswall im Norden und die Kuckelke im Osten. Große Teile des Viertels sind als Fußgängerzone ausgewiesen. Bekannt ist es für internationale Imbissbuden und sein Nachtleben.

## Geschichte

### Mittelalter
Die Brückstraße ist Teil des alten Handelswegs von Köln an die Ostsee. Sie fand sich wahrscheinlich bereits im 9. Jahrhundert noch vor der ersten Stadterweiterung im Dortmunder Stadtbild wieder. Im 12. bis 13. Jahrhundert wurde sie vermehrt zum geschäftlichen Mittelpunkt der Stadt und wurde im Jahr 1298 als in vico pontis iuxta carnifices (lat. für „in der Brückstraße neben den Fleischbänken“) erwähnt und blieb bis 1320 der einzige Weg in Dortmund der bereits vicus (lat. Straße) genannt wurde. Im 14. bis 16. Jahrhundert wird die Bebauung immer enger und so wohnen hier vorwiegend einfache Handwerker und arme Bürger, was dazu führte, dass im Jahr 1513 rund 1000 Personen ihr Leben im Zuge der Pestepidemie verloren. Das Viertel war in Dortmund am stärksten betroffen.

### Neuzeit
Im 17. bis 19. Jahrhundert ist die Brückstraße eine Hauptverkehrsstraße in Dortmund. Im Zuge der Eröffnung des Dortmunder Bahnhofs im Jahre 1847 boomt der Bau von Hotels. Ab 1900 wurden die klassischen handwerklichen Geschäfte durch Läden für Luxusgüter, Theater, Varietés und Kinos verdrängt. Bis zum Ersten Weltkrieg siedelten sich fünf von vierzehn Kinos im Dortmunder Stadtbezirk in der Brückstraße an. Im Zweiten Weltkrieg wurde die Brückstraße aufgrund der Bombenangriffe der alliierten nahezu komplett zerstört. Der Wiederaufbau erfolgte im altbekannten Stil.
Ende 1970 erfolgte der Umbau zur Fußgängerzone. In den 1980er Jahren etablierten sich vorwiegend billige Imbissstände und zwielichtige Kneipen. Bis in die frühen 1990er Jahre war die Brückstraße daher äußerst heruntergekommen und verwahrlost. Zu der Zeit war sie ein Treffpunkt der Drogen- und Rotlichtszene bedingt durch die Verdrängung der Szene vom Steinplatz zuvor. Insbesondere der südlich angrenzende Platz von Leeds war in den 1980er Jahren überregional für seine Drogenszene bekannt. Daraufhin startete die Stadt Dortmund mit Fördergeldern ein Projekt zur Aufwertung der Straße. Viele Häuser in der Brückstraße wurden umfassend saniert. Dabei wurde vor allem darauf geachtet, die Fassaden farblich bunt zu gestalten.
Ein weiterer Schritt war der Bau des Konzerthauses Dortmund (Eröffnung im September 2002), des Orchesterzentrums NRW sowie die Ansiedlung der Volkshochschule Dortmund im ehemaligen Elitecafé und heutigen Baudenkmal Löwenhof. So wurde die Straße als Kulturmeile weiter gefestigt und darüber hinaus architektonisch und qualitativ aufgewertet.

## Lage
Die Brückstraße liegt im nördlichen Teil der City. Sie beginnt an der Kreuzung mit Westen- und Ostenhellweg an der Reinoldikirche und reicht bis zum Burgtor in unmittelbarer Nähe zum Hauptbahnhof und verbindet so die Innenstadt mit der Nordstadt. Mit der U-Bahn kann die Straße über die Haltestellen Hauptbahnhof, Kampstraße oder Reinoldikirche erreicht werden.

## Geschäfte
Imbissbuden (Gastronomie) aus aller Welt dominieren die heutige Brückstraße. Nebenbei gibt es noch Einzelhandel und Dienstleistungen wie Friseursalons und am „äußeren“ Ende (zum Wallring hin) das Kino Schauburg. In der Nähe befinden sich Hotels.

## Bilder

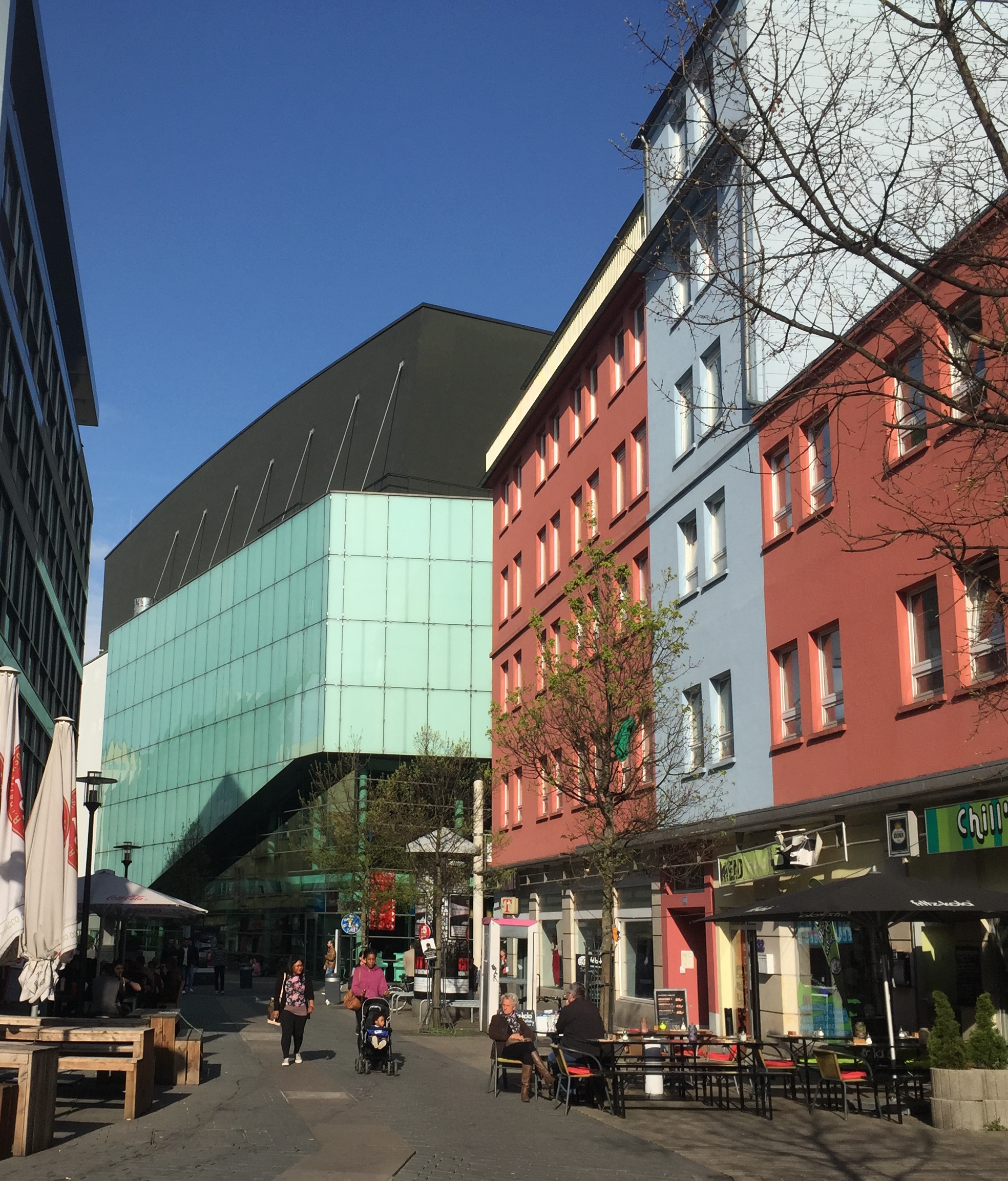
Konzerthaus Dortmund
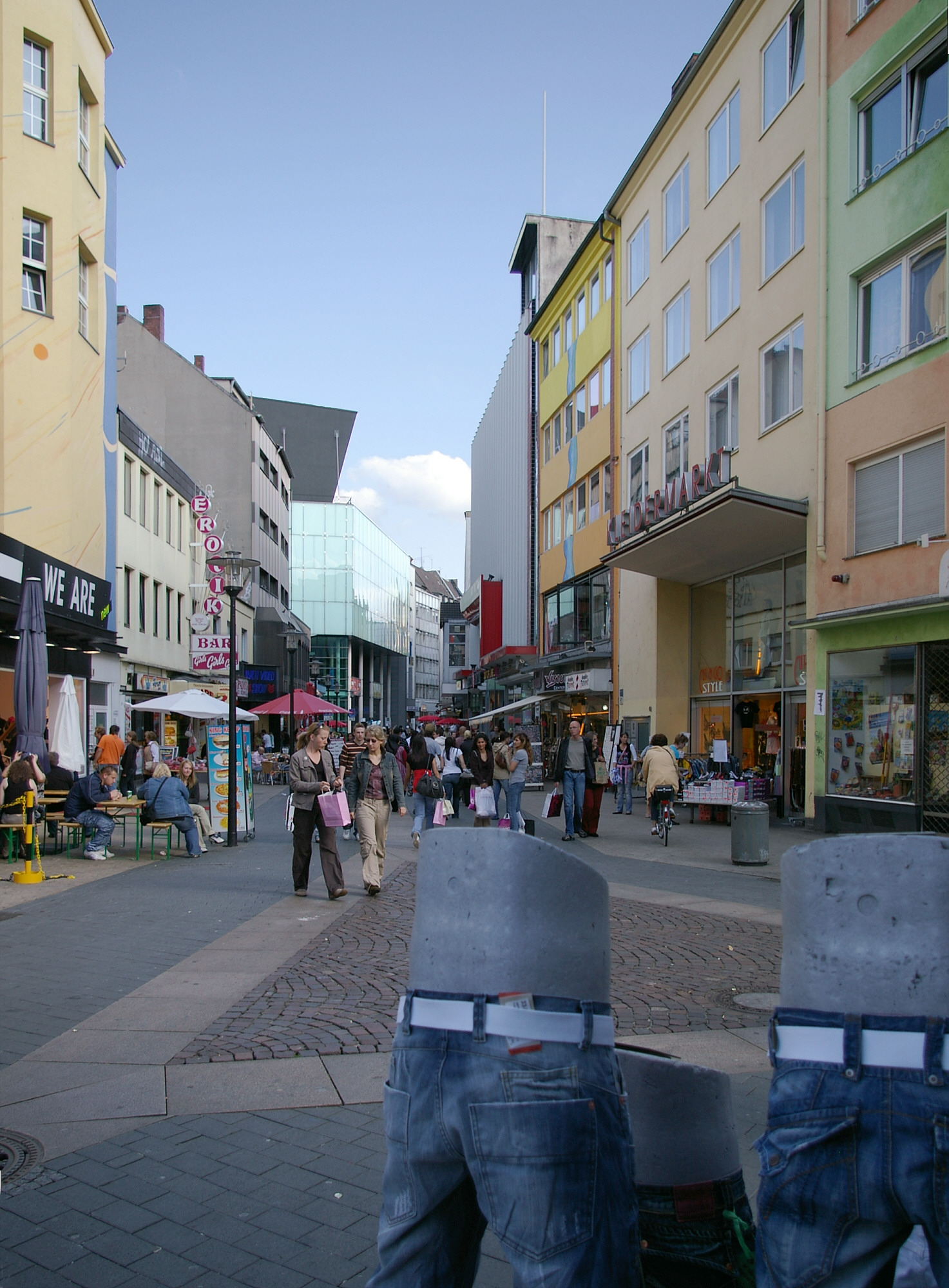
Brückstraße, nördlicher Teil (2007)
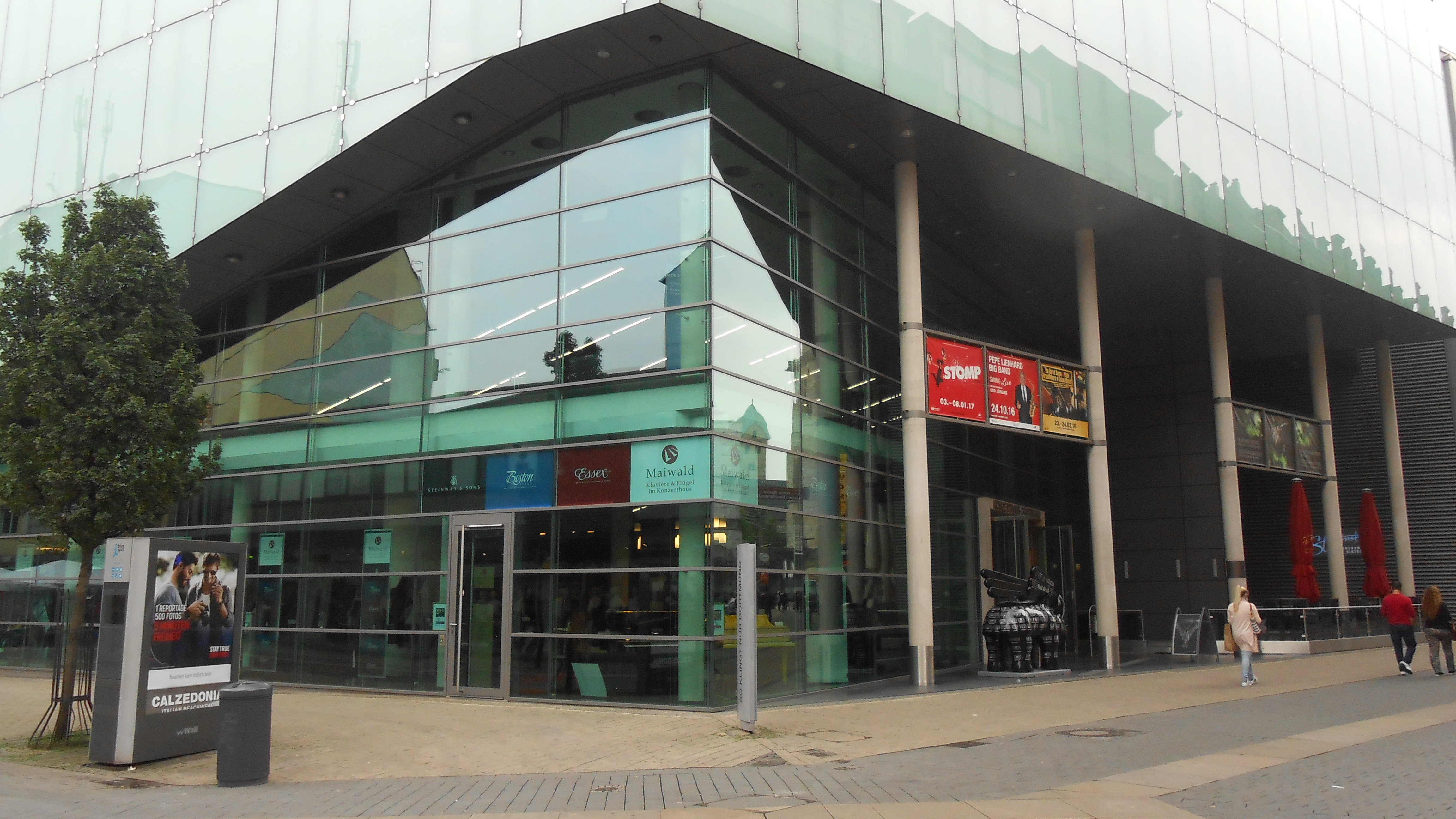
Konzerthaus Front
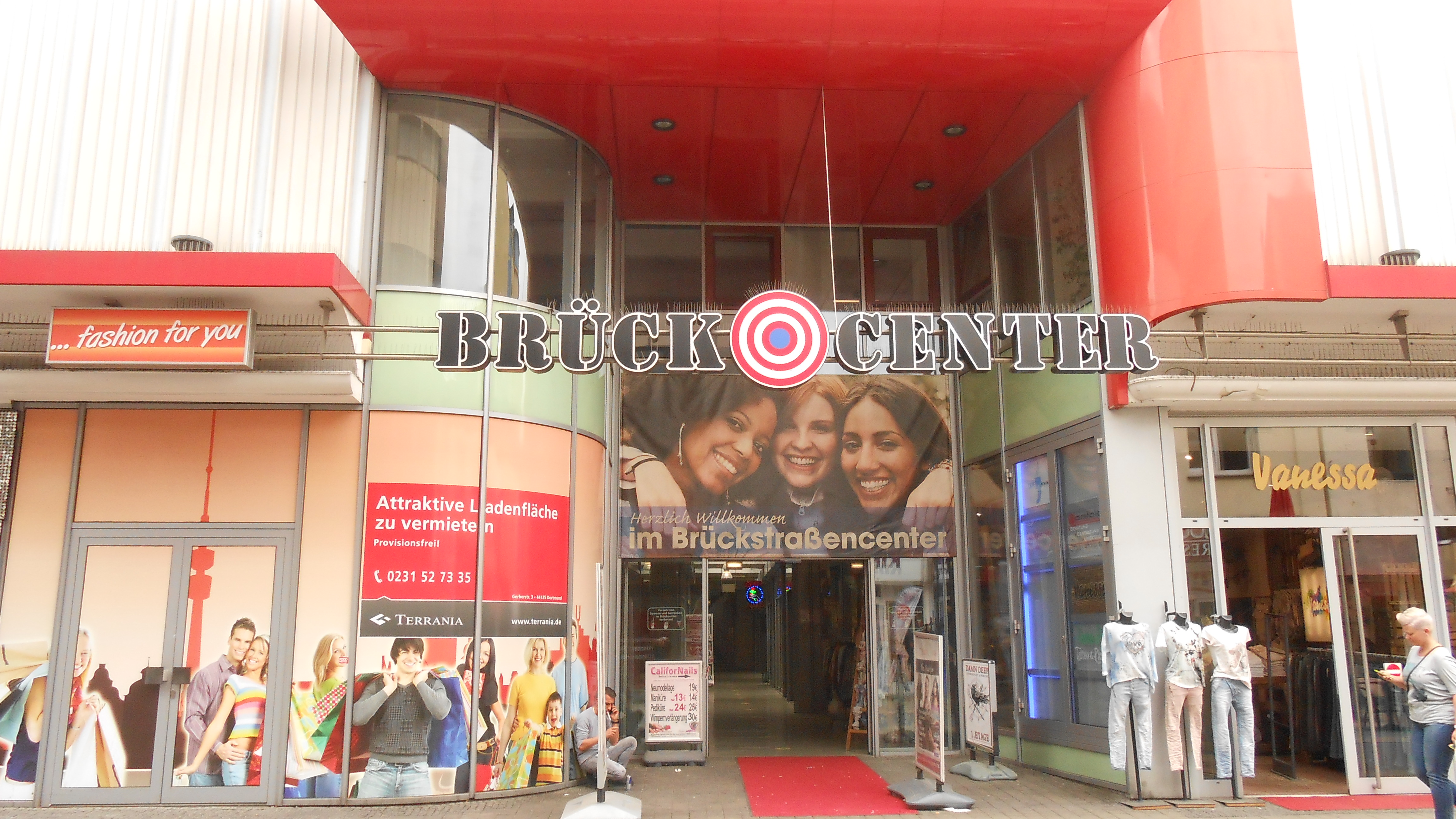
Brück Center
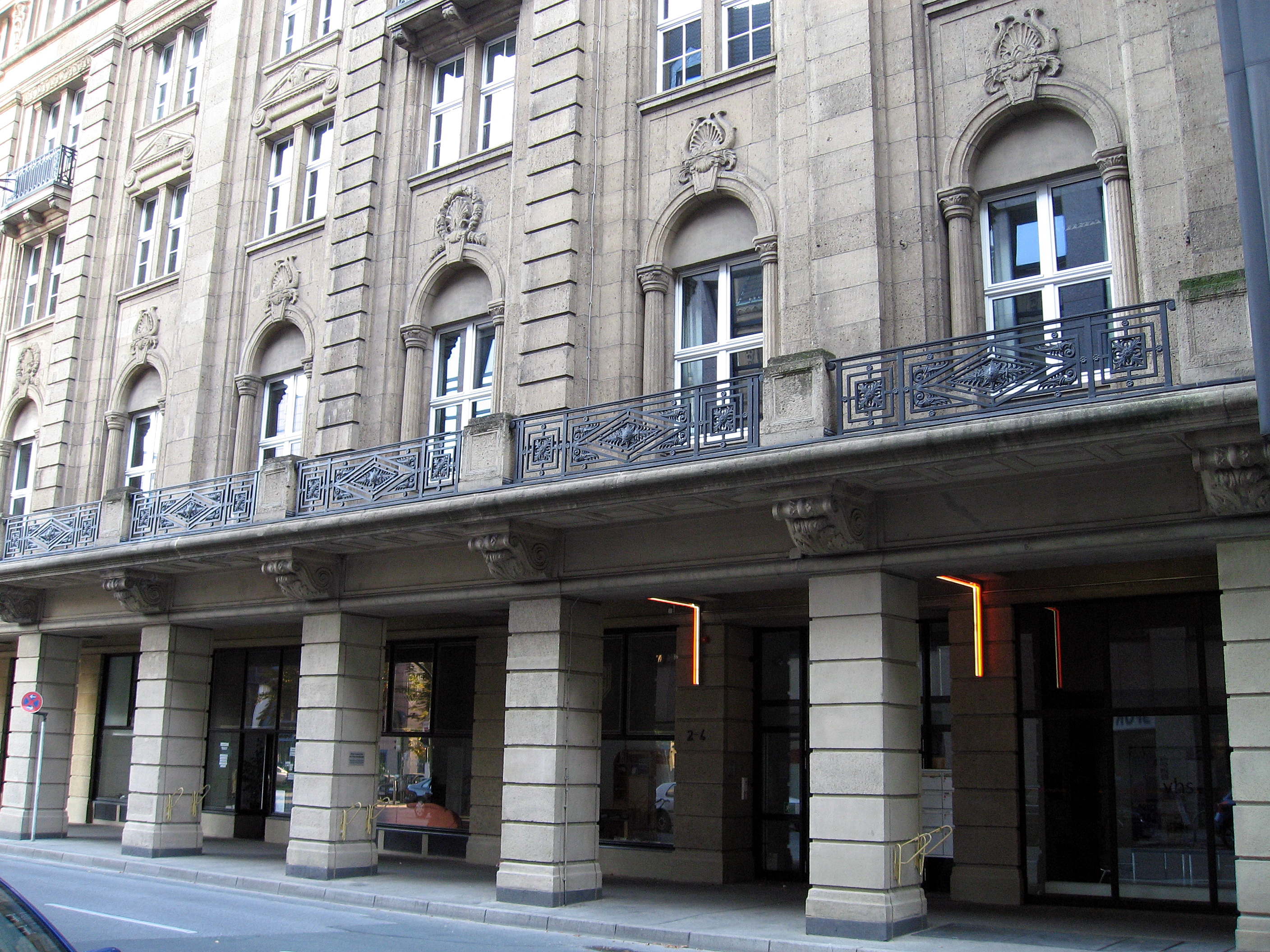
Volkshochschule Dortmund
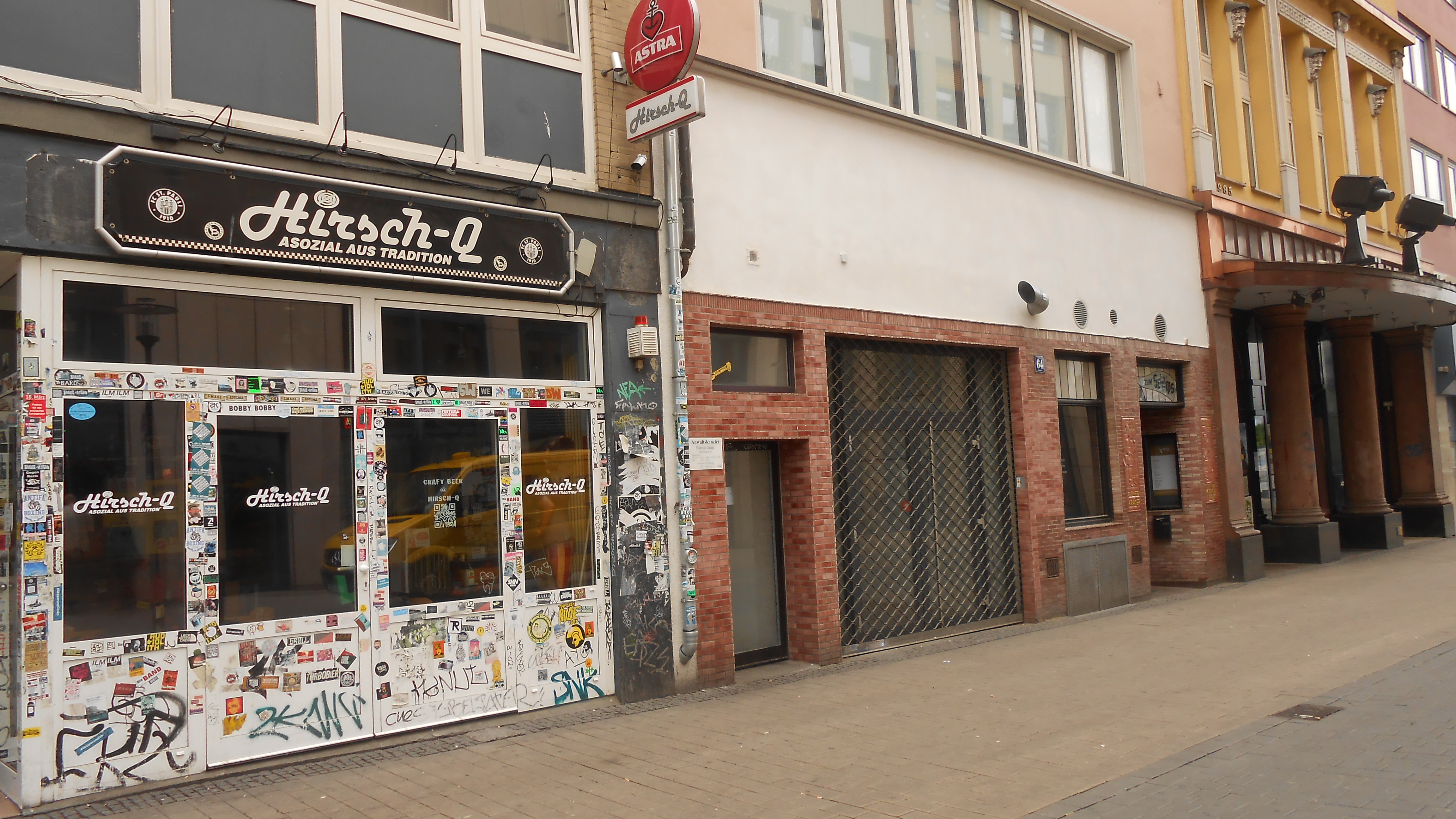
Ehemalige Szenekneipe HirschQ

## Historische Ansichten

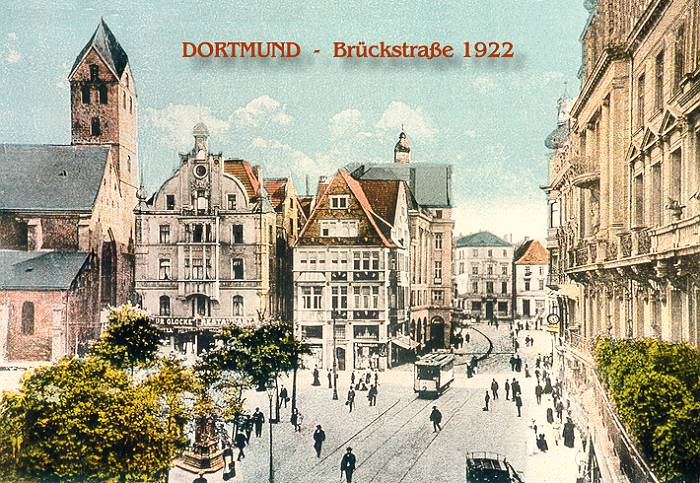
Blick von der Brückstraße in Richtung Ostenhellweg
Ecke Brück- und Reinoldistraße um 1890, heutiger Platz von Leeds.
Nahezu derselbe Ort wie auf dem vorherigen Bild um 1900. Links das ehemalige, 1928 abgerissene Hotel Middendorf.
Straßenansicht um 1906